# Teatre de Ciutadella
El Teatre de Ciutadella, comunament conegut també com Teatre de Calós, és un edifici teatral propietat de la Comunitat Salesiana, construït a Ciutadella (Menorca) el 1889, quan va ser beneïda la primera pedra de l'Oratòri de San Francesc de Sales, una construcció formada per una sala amb planta baixa, que ja tenia la funció de "teatret"; i un altar al primer pis dedicat a capella.
El 15 d'agost del mateix any va tenir lloc la primera vetllada recreativa, presidida per les autoritats.
Va tenir nombroses ampliacions que varen començar el desembre de l'any 1900, seguit d'una altre el març del 1904.
L'abril de 1934 es va estrenar la sarsuela  "Rutes de Sant", escrita expressament per a la celebració de la Canonització de Don Bosco.
El 24 de juliol de 1936, a les 16:30h va ser clausurat a causa del cop d'estat.
El 17 d'agost de 1947 va tenir lloc la Festa del Futbolista amb la participació de tots els clubs de l'illa.
La taquilla dels partits disputats va ser destinada íntegrament per a les obres del nou teatre.
El 13 d'octubre de 1949 es va posar la primera pedra del “Nou Teatre”.
El 8 de desembre de 1952 es va inaugurar el “Nou Teatre”, comptant amb la sala de major capacitat a l'illa de Menorca.
L'amfiteatre podia acomodar fins a 500 espectadors; i la zona antiga del teatre va ser destinada a escola de calçat i mecànica.
Des del 1984 d'ara endavant es van realitzar diferents funcions d'opera, la participació d'un cor de seixanta veus, i una orquestra de trenta professors.
Finalment va tenir una nova obra de millora finalitzada el 2016.
L'1 de Març del 2024 la empresa Ukalari Menorca Events signa amb els propietaris, la comunitat de Salesians, un acord de gestió del Teatre.
Aquesta empresa s'ha encarregat de renovar l'inventàri de so i també il·luminació, que s'havia quedat obsolet per a fer possible realitzar algunes obres de major nivell a l'illa. També s'està renovant actualment la zona del "hall" de la entrada i els camerins.
Actualment la cartelera del Teatre de Ciutadella està oferint a l'illa obres de primer nivell i arribades directament de Madrid i Barcelona.